# Amethu
Amethu, más néven Jahmesz vezír volt az ókori egyiptomi XVIII. dinasztia idején, II. Thotmesz uralkodása alatt, majd III. Thotmesz és Hatsepszut uralmának elején.
Felesége Ta-amethu volt. Két fiuk – Noferweben és Uszeramon – is vezír lett. A TT122-es sírból két további fiuk ismert, Amenhotep és Aheperkaré, előbbi a raktárak felügyelője, utóbbi Montu papja volt. Unokáik közül jelentős Rehmiré vezír, aki Noferweben fia, és Merimaat, Ámon második prófétája, aki Amenhotep fia.
A Sejh Abd el-Kurna-i TT83-as sírban temették el, Thébában.